# DFB-Junioren-Vereinspokal 2005/06
DFB-Junioren-Vereinspokalsieger 2005/06 wurde der SC Freiburg. Im Endspiel siegte der SC Freiburg im Berliner Friedrich-Ludwig-Jahn-Sportpark am 28. April 2006 mit 4:1 gegen den Karlsruher SC.

## Teilnehmende Mannschaften
Am Wettbewerb nahmen die Juniorenpokalsieger bzw. dessen Vertreter aus den 21 Landesverbänden des DFB teil:
| Regionalverband Nord                                                                                                | Regionalverband West                                                                      | Regionalverband Südwest                                                            | Regionalverband Süd | Regionalverband Nordost |
| --- | ----------------------------------------------------------------------------------------- | ---------------------------------------------------------------------------------- | --- | --- |
| - Schleswig-Holstein: Büdelsdorfer TSV - Hamburg: Hamburger SV - Bremen: Werder Bremen - Niedersachsen: Hannover 96 | - Westfalen: VfL Bochum - Mittelrhein: Bayer 04 Leverkusen - Niederrhein: Rot-Weiss Essen | - Rheinland: FV Engers 07 - Südwest: 1. FSV Mainz 05 - Saarland: 1. FC Saarbrücken | - Hessen: KSV Baunatal - Baden: Karlsruher SC - Südbaden: SC Freiburg - Württemberg: Stuttgarter Kickers - Bayern: 1. FC Nürnberg | - Mecklenburg-Vorpommern: F.C. Hansa Rostock - Brandenburg: FC Energie Cottbus - Berlin: Tasmania Gropiusstadt - Sachsen-Anhalt: 1. FC Magdeburg - Thüringen: FC Carl Zeiss Jena - Sachsen: FV Dresden-Nord |

## 1. Runde
| Datum                       |                     | Ergebnis |                        |
| --------------------------- | ------------------- | -------- | ---------------------- |
| So 14. Aug. 2005, 11:00 Uhr | Rot-Weiss Essen     | 3:1      | FC Hansa Rostock       |
| So 14. Aug. 2005, 11:00 Uhr | Bayer 04 Leverkusen | 0:1      | FC Energie Cottbus     |
| So 14. Aug. 2005, 11:00 Uhr | 1. FC Magdeburg     | 0:4      | VfL Bochum             |
| So 14. Aug. 2005, 15:00 Uhr | Hannover 96         | 4:0      | Hamburger SV           |
| So 14. Aug. 2005, 16:00 Uhr | FV Engers 07        | 2:3      | SV Stuttgarter Kickers |

## Achtelfinale
| Datum                       |                        | Ergebnis        |                       |
| --------------------------- | ---------------------- | --------------- | --------------------- |
| Sa 12. Nov. 2005, 12:00 Uhr | FC Carl Zeiss Jena     | 4:1             | Tasmania Gropiusstadt |
| Sa 12. Nov. 2005, 13:00 Uhr | SV Stuttgarter Kickers | 0:2             | SC Freiburg           |
| Sa 12. Nov. 2005, 14:00 Uhr | KSV Baunatal           | 0:7             | 1. FC Nürnberg        |
| Sa 12. Nov. 2005, 17:00 Uhr | Büdelsdorfer TSV       | 2:1             | 1. FC Saarbrücken     |
| So 13. Nov. 2005, 11:00 Uhr | FV Dresden-Nord        | 0:3             | Hannover 96           |
| So 13. Nov. 2005, 11:00 Uhr | FC Energie Cottbus     | 1:0             | VfL Bochum            |
| So 13. Nov. 2005, 12:00 Uhr | 1. FSV Mainz 05        | 3:4             | Karlsruher SC         |
| So 13. Nov. 2005, 13:00 Uhr | Rot-Weiss Essen        | ?:? (4:2 i. E.) | SV Werder Bremen      |

## Viertelfinale
| Datum                       |                    | Ergebnis        |                    |
| --------------------------- | ------------------ | --------------- | ------------------ |
| Sa 17. Dez. 2005, 12:00 Uhr | FC Carl Zeiss Jena | 0:1             | Hannover 96        |
| So 18. Dez. 2005, 11:00 Uhr | SC Freiburg        | ?:? (2:1 i. E.) | FC Energie Cottbus |
| So 18. Dez. 2005, 11:00 Uhr | Rot-Weiss Essen    | 0:1             | Karlsruher SC      |
| So 18. Dez. 2005, 13:00 Uhr | Büdelsdorfer TSV   | 0:5             | 1. FC Nürnberg     |

## Halbfinale
| Datum                       |               | Ergebnis        |                |
| --------------------------- | ------------- | --------------- | -------------- |
| Sa 15. Apr. 2006, 13:00 Uhr | SC Freiburg   | 2:0             | 1. FC Nürnberg |
| Mo 17. Apr. 2006, 13:00 Uhr | Karlsruher SC | ?:? (4:2 i. E.) | Hannover 96    |

## Finale
| Paarung        | SC Freiburg – Karlsruher SC |
| Ergebnis       | 4:1 (2:0) |
| Datum          | Freitag, 28. April 2006 um 16:00 Uhr |
| Stadion        | Friedrich-Ludwig-Jahn-Sportpark, Berlin |
| Zuschauer      | 1.500 |
| Schiedsrichter | ??? |
| Tore           | 1:0 Max Schuler (29.) 2:0 Daniel Pavlović (38.) 3:0 Fabio Dell’Era (71.) 4:0 Johannes Flum (77.) 4:1 Daniel Brosinski (90., Foulelfmeter) |
| SC Freiburg    | Josip Šolić – Sandrino Braun, Raphael Mollet, Max Schuler (60. Adrian Karkoschka), Daniel Schwaab – Manuel Konrad, Johannes Flum, Daniel Pavlović (75. Daniel Caligiuri), Felix Roth – Timo Waslikowski (80. Gaël Baillargeault), Fabio Dell’Era (75. Federico Decortes) Cheftrainer: Christian Streich |
| Karlsruher SC  | Sebastian Dohm – Marcel Abele (77. Stefan Müller), Florian Krebs, Samet Tuzluca, Marcel Charrier (46. Leutrim Neziraj) – Timo Enzenhofer (46. Max Knom), Sebastian Fischer (71. Hüseyin Kuday), Lars Stindl, Umut Kaya – Mathias Fetsch, Daniel Brosinski Cheftrainer: Markus Kauczinski                |